# Aleksandr Miloserdov
Aleksandr Miloserdov (en russe : Александр Валерьевич Милосердов), né le 11 juin 1980, à Moscou, dans la République socialiste fédérative soviétique de Russie (Union soviétique), est un joueur russe de basket-ball. Il évolue au poste d'arrière. Il est le fils du basketteur Valeri Miloserdov.

## Palmarès
- FIBA Europe League 2004